# Jurkovičova vila

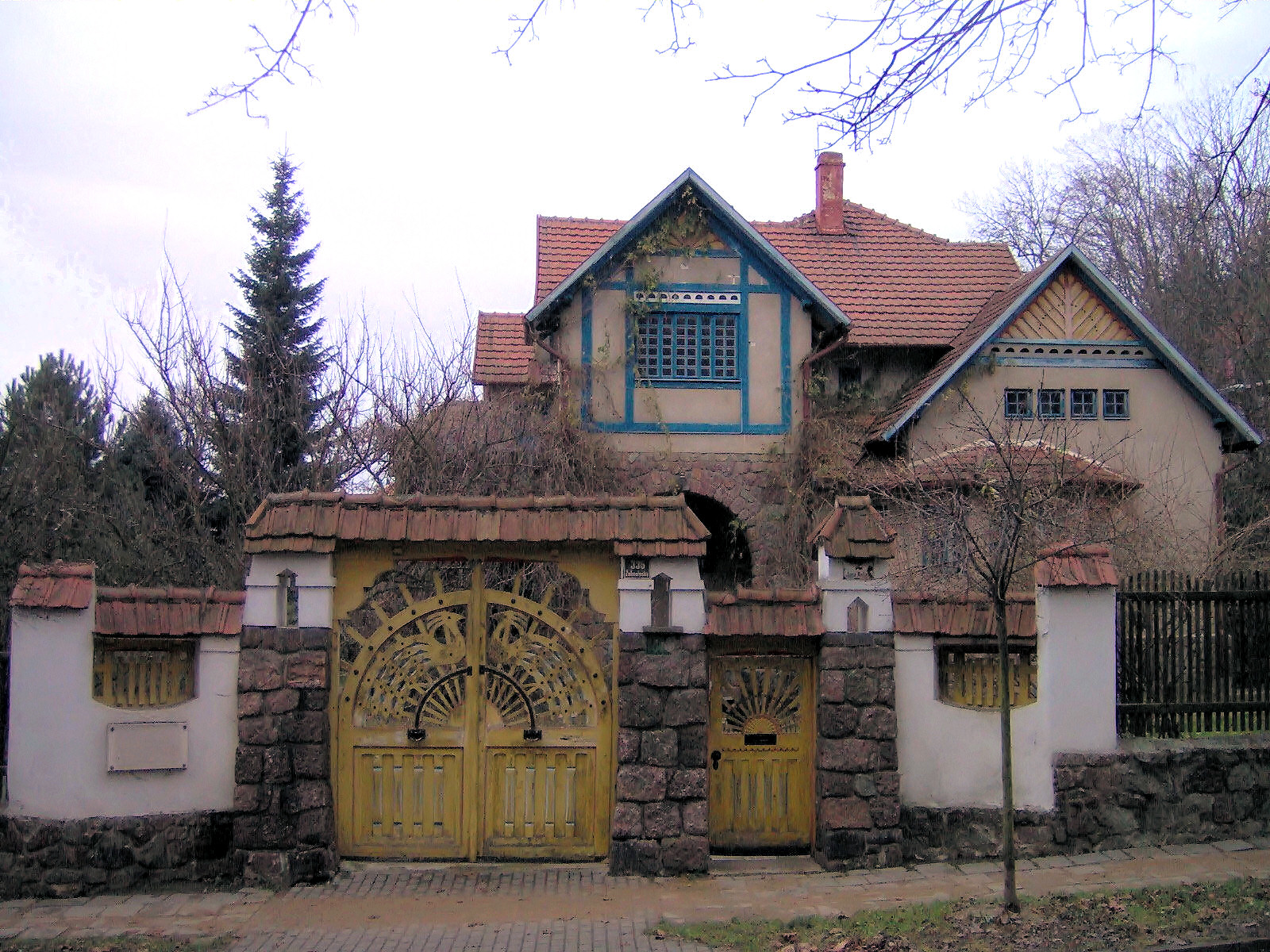
Jurkovičova vila před rekonstrukcí

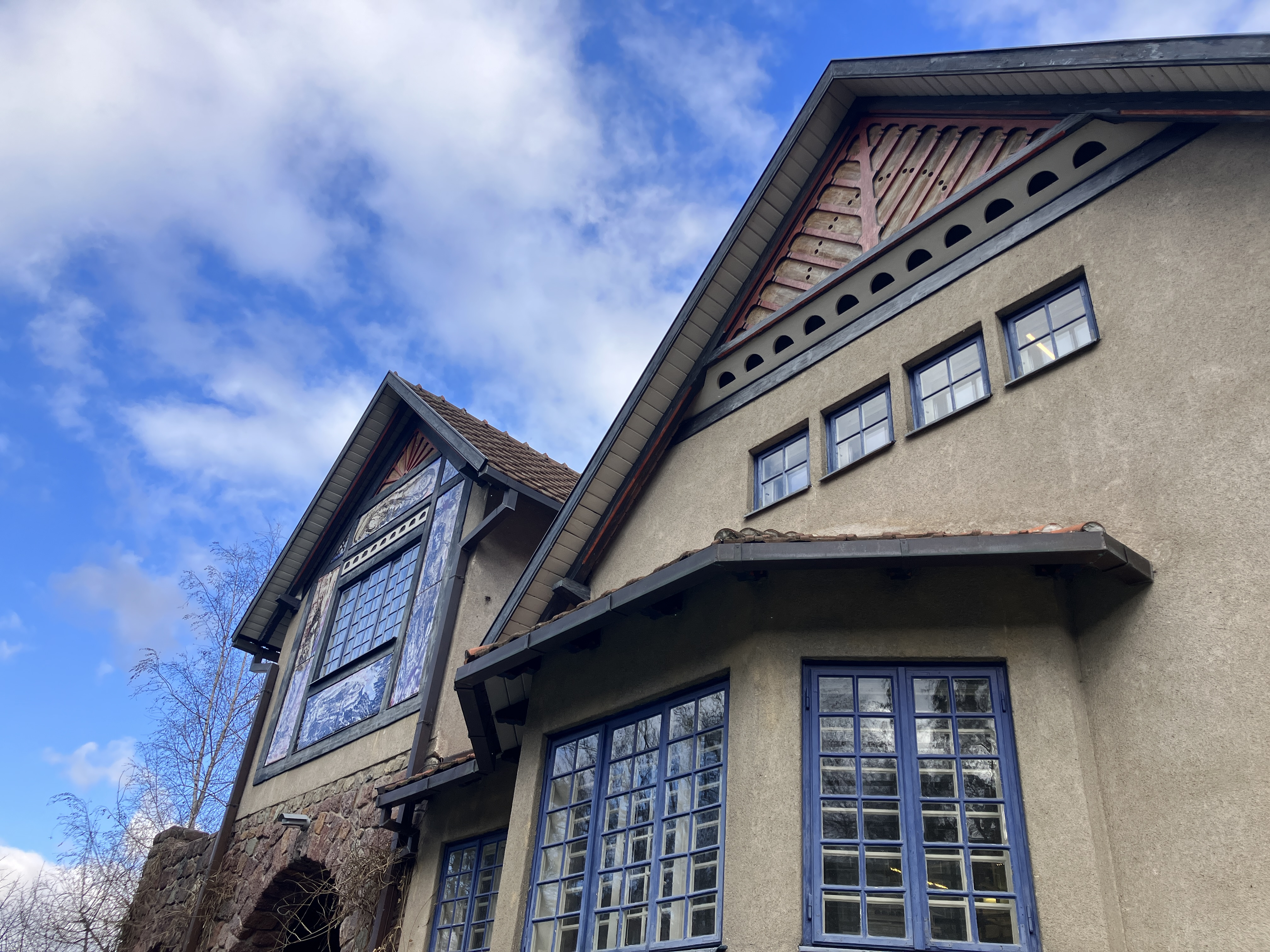
Jurkovičova vila (2023)

Vlastní vila Dušana Jurkoviče (Jurkovičova vila) byla postavena roku 1906 na úpatí brněnského Wilsonova lesa. Nachází se na ulici Jana Nečase v Brně-Žabovřeskách a je jednou z nejvýznamnějších památek secesní architektury v Brně. Vila je zapsána v katalogu moderní architektury mezinárodní organizace Iconic Houses, která sdružuje mimořádná díla světových architektů, architektonicky významné domy, domy umělců a ateliéry z 20. století přístupné veřejnosti jako domovní muzea.

## Vznik a koncepce vily
Výběr místa byl ovlivněn Jurkovičovou láskou k přírodě. Žabovřesky byly na počátku století klidným místem – po jedné straně sousedily s císařskou střelnicí, blízko byla Svratka. Dušan Jurkovič zakoupil dlouhou parcelu, na jejímž začátku si postavil dům. Zbytek měl v úmyslu rozprodat. Sousední pozemek prodal rodině Kunzově, pro niž také vytvořil návrh domu (Jana Nečase 4).
Vila je pozoruhodná z mnoha aspektů. Především díky svému formálnímu řešení, které je jedinečnou syntézou vlivů středoevropské lidové kultury a principů britské moderny a vídeňské secese. Základní koncepce domu ale vychází z britské architektury, z typu cottage. Řešení domu se odvíjí od základního prostoru, kterým je schodišťová hala, jejímž hlavním posláním bylo spojovat přízemní společenskou část se soukromou částí v horním patře. Jurkovič toto řešení poněkud upravil a společenskou část rozvedl až do prvního patra, kde měl svůj ateliér a kam nepochybně vodil i své přátele. Soukromé ložnice zůstaly v přízemí a byly odděleny chodbou.

## Využití vily

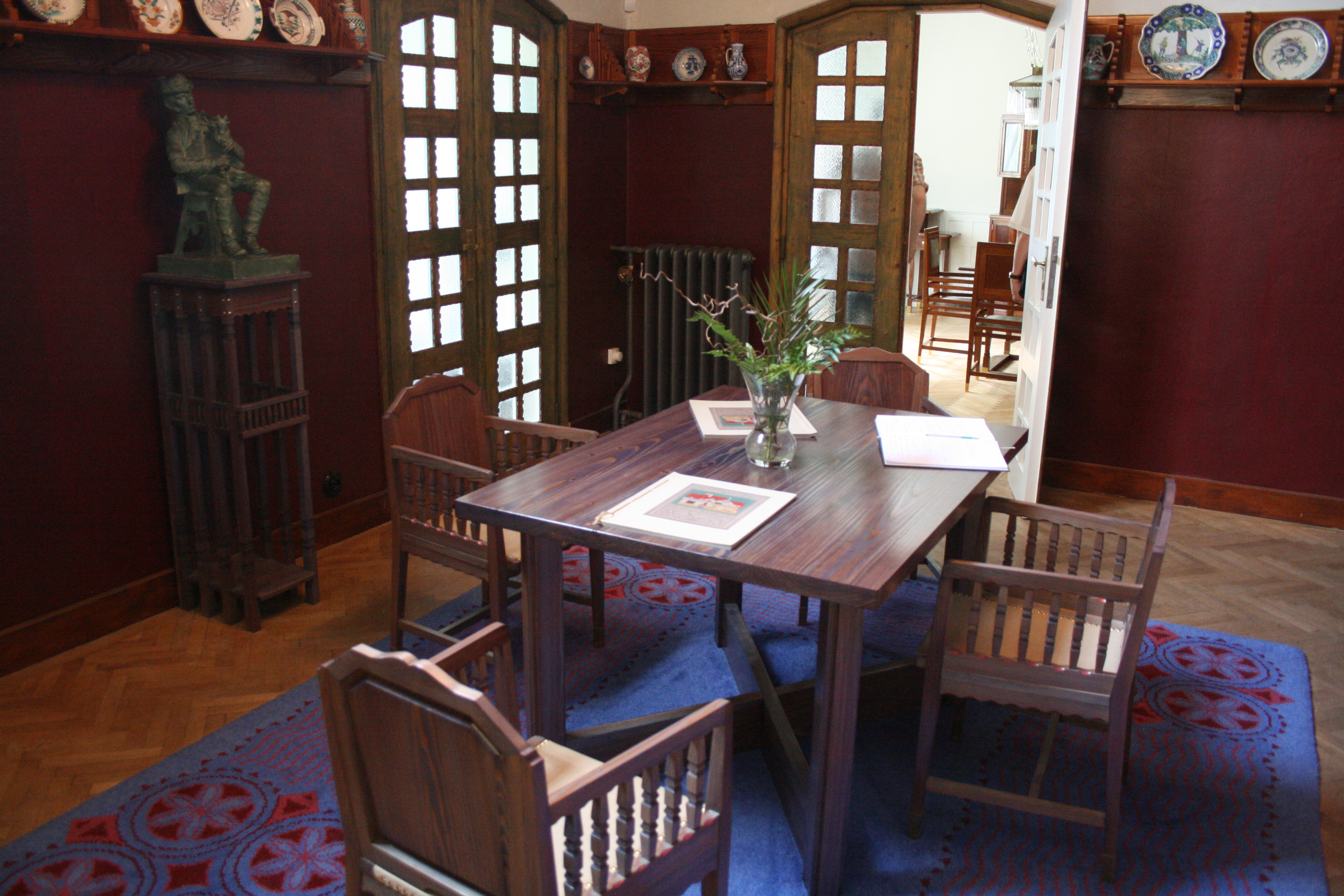
Interiér haly

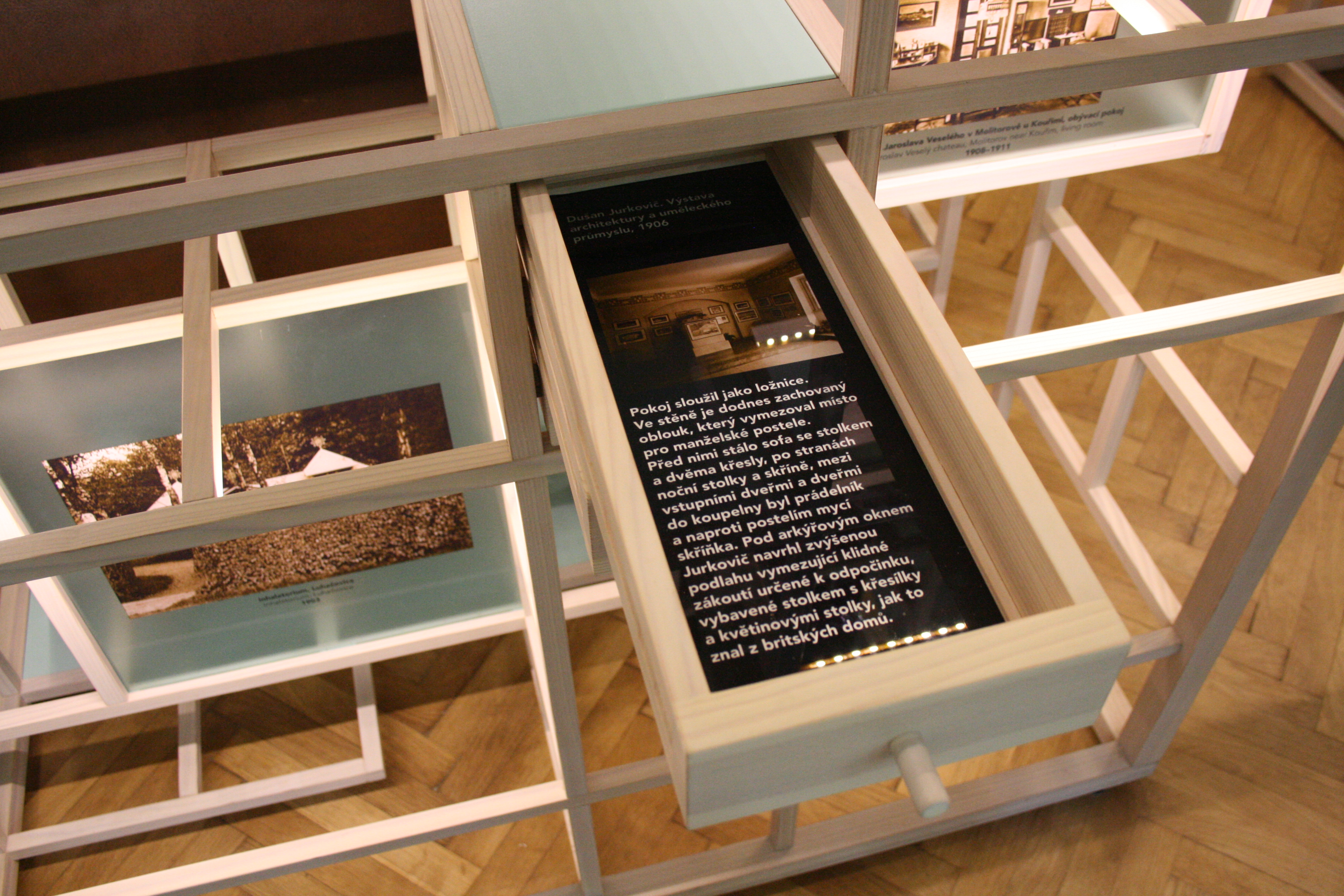
Detail stálé expozice

Dne 26. srpna 1906 byla vila slavnostně otevřena a konala se v ní Výstava architektury a uměleckého průmyslu. Skutečnost, že vila byla na krátkou dobu, ještě před nastěhováním jejího majitele, místem výstavy, byla ve své době jistým trendem v propagaci moderní architektury. Nejslavnějším příkladem byla v této době vilová kolonie v Darmstadtu v Německu, která po svém dokončení byla představená návštěvníkům jako jediný obrovský exponát, který si mohli do poslední podrobnosti prohlédnout a projít. Autorem Darmstadtské kolonie byl vídeňský architekt Josef Maria Olbrich. Jurkovič jeho dílo velmi dobře znal a při tvorbě svého domu se nechal inspirovat i Olbrichovou vlastní vilou v Darmstadtu.
Dušan Jurkovič prodal vilu roku 1919. V době mezi válkami vila několikrát změnila majitele. Poslední majitel prodal vilu 30. června 2006. Vilu i s okolní zahradou nyní spravuje Moravská galerie v Brně. Brzy po převzetí domu byl zahájen stavebně-historický, stavebně-technický a sondážní stratigrafický průzkum pod vedením architektonické kanceláře Transat Architekti. Roku 2009 byla zahájena rekonstrukce objektu, jež měla za cíl přiblížit objekt původní podobě a zároveň jej adaptovat pro účely studijního centra moderní architektury s důrazem na dílo Dušana Samo Jurkoviče. Tato rekonstrukce byla dokončena v březnu roku 2011 a vila byla otevřena pro návštěvníky 1. dubna téhož roku. Obnova vily byla průběžně detailně dokumentována online a v roce 2011 získala Čestné uznání v Grand Prix Architektů.
Moravská galerie do vily umístila stálou expozici „Dušan Jurkovič. Architekt a jeho dům.“, která představuje plně obnovenou ústřední schodišťovou halu, salon s ukázkou různých nábytkových souborů a další místnosti, v kterých jsou umístěny originální informační panely o Jurkovičově tvorbě.

## Zahrada
V roce 1905 zakoupil pozemek o rozloze 37 a a 10 m², pro výstavbu své vily využil asi dvě pětiny a zbytek pozemku rozprodal. Původní podoba zahrady je zachycena na dvou plánech: Návrhu uložení stavebního materiálu a Zákresu rozvodu vody do návrhu zahrady. Vlastní projekt zahrady se nedochoval, ale je znám z dobových fotografií a několika prováděcích návrhů. Parcela byla rozdělena na část, kde byla postavena vlastní vila a na část pro ozdobnou zahradu. V době otevření vily byl pozemek ohrazen plotem, který byl tvořen kamennou podezdívkou s bílými sloupy se stříškou z červených tašek. Mezi sloupy byl dřevěný plot. Vstup byl tvořen třemi kamennými sloupy s betonovou hlavicí. Hlavní brána a vstupní branka byly zdobeny řezbou stylizovaných pávů.
Pozemek zahrady je rozdělen na dvě části. Horní část u vily s původním vstupním parterem měla zeleninovou zahrádku a dětské hřiště. Druhá (západní) část byla okrasnou a ovocnářskou zahradou. Na rozhraní obou částí před kamennou arkádou je čtvercové prostranství vytyčené čtveřicí bříz bělokorých. Opticky je prostranství prodlouženo navazujícím rozáriem stromkových růží na níže položeném záhoně. Květy růží byly v rovině s čtvercovým prostranstvím, takže mohly vyvolávat dojem růžového koberce. V zadní části pak byly obdélníkové záhony s květinami a trávníkem s růžemi. Postupný vývoj zahrady byl ukončen v roce 1913, kdy byly dokončeny průhledy výstavbou pergol a stavbou altánku v hlavní ose zahrady. Další plochy zahrady byly užitkovými plochami s ovocnými stromy a keři. Podél oplocení byly záhony s keři angreštů, rybízů a vinné révy. Ve východní části u služebního východu pak byly zeleninové záhony pro potřebu kuchyně.
Při obnově zahrady dokončené v roce 2011 byla zachována (obnovena) kompozice cest, pergol a treláže podle Jurkovičových prováděcích výkresů. Z dřevin, které byly v průběhu let dosazovány do zahrady, byly vybrány kvalitní zdravé dřeviny, které nenarušovaly kompozici zahrady.

### Dobové fotografie

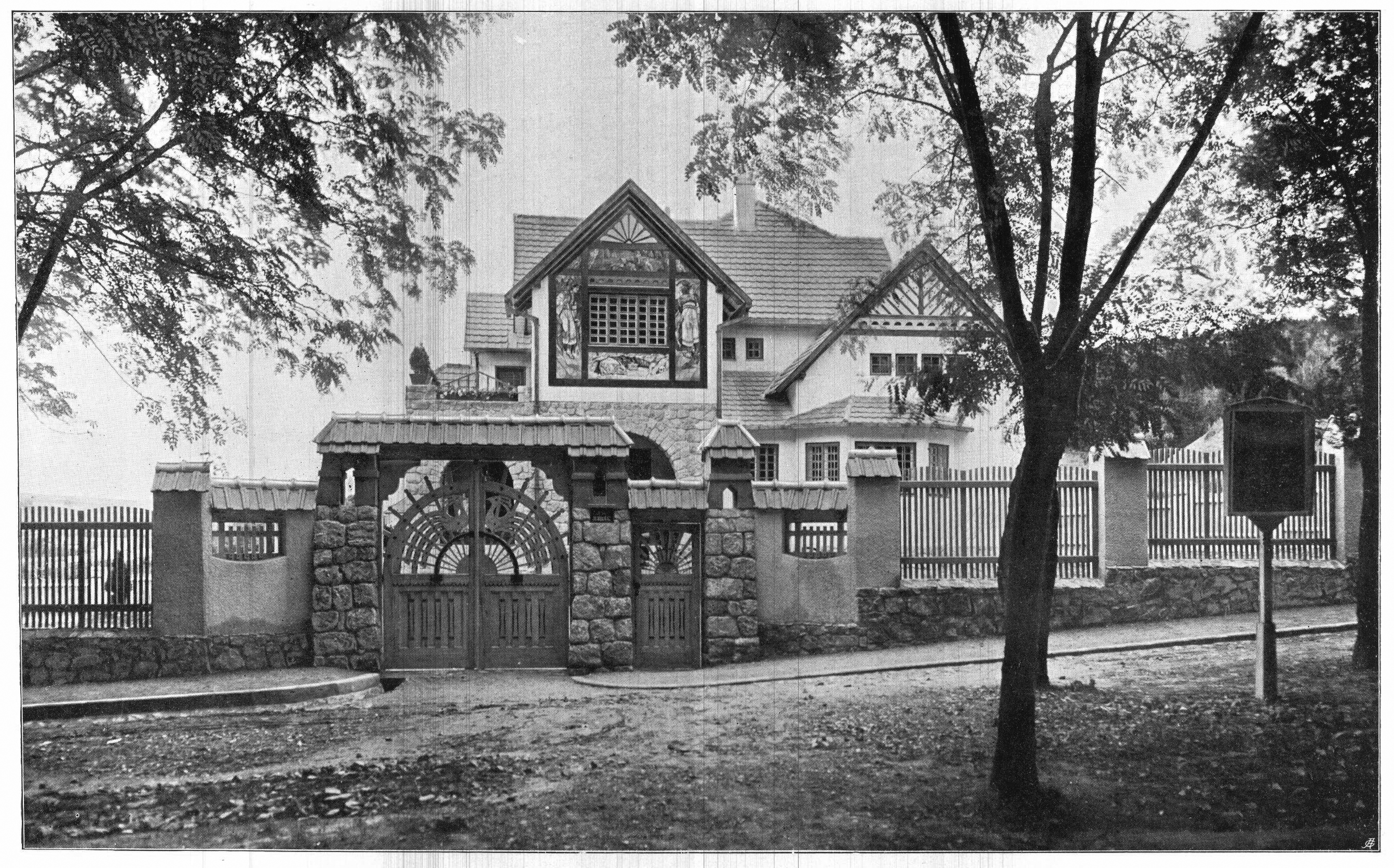
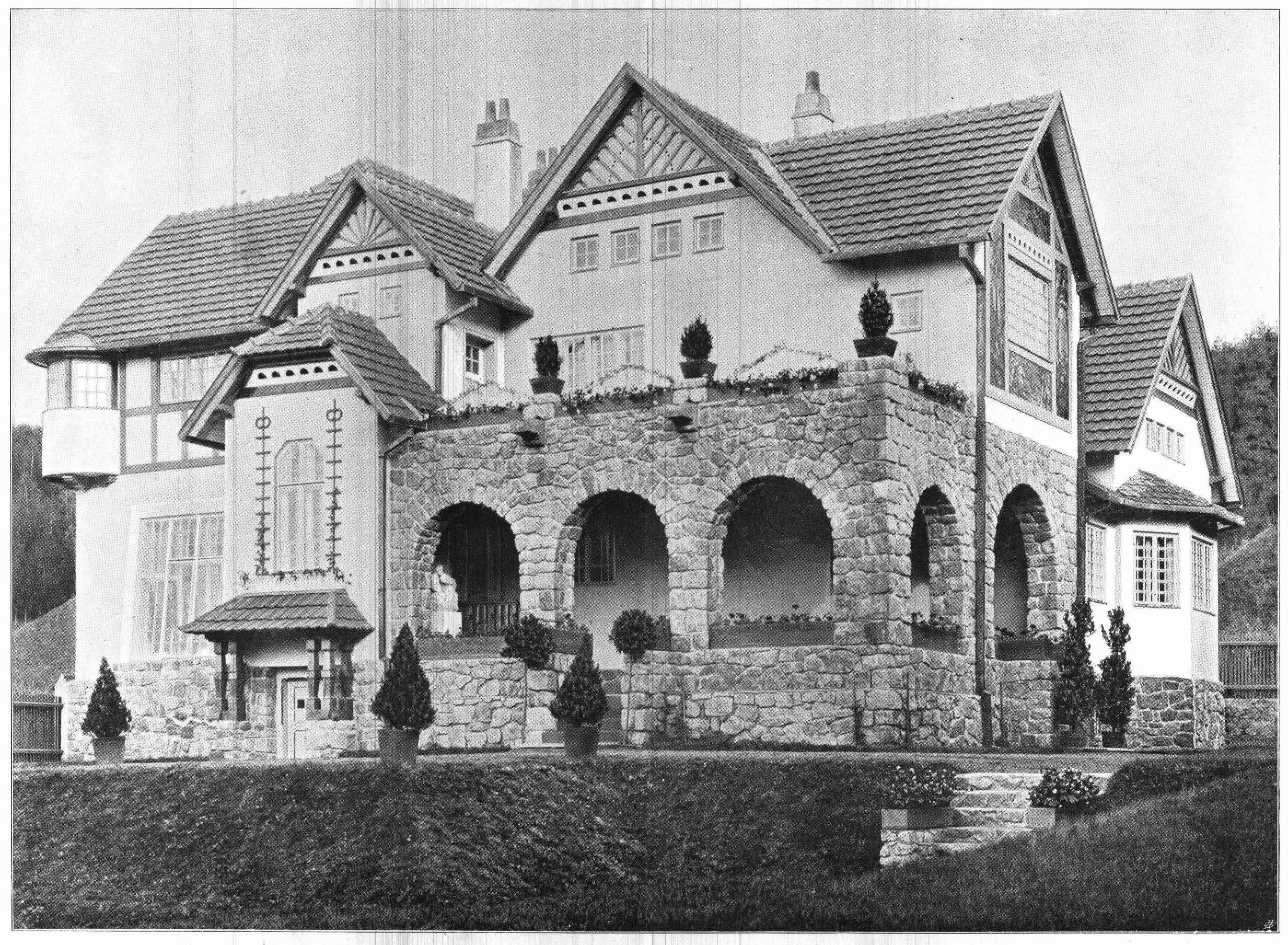
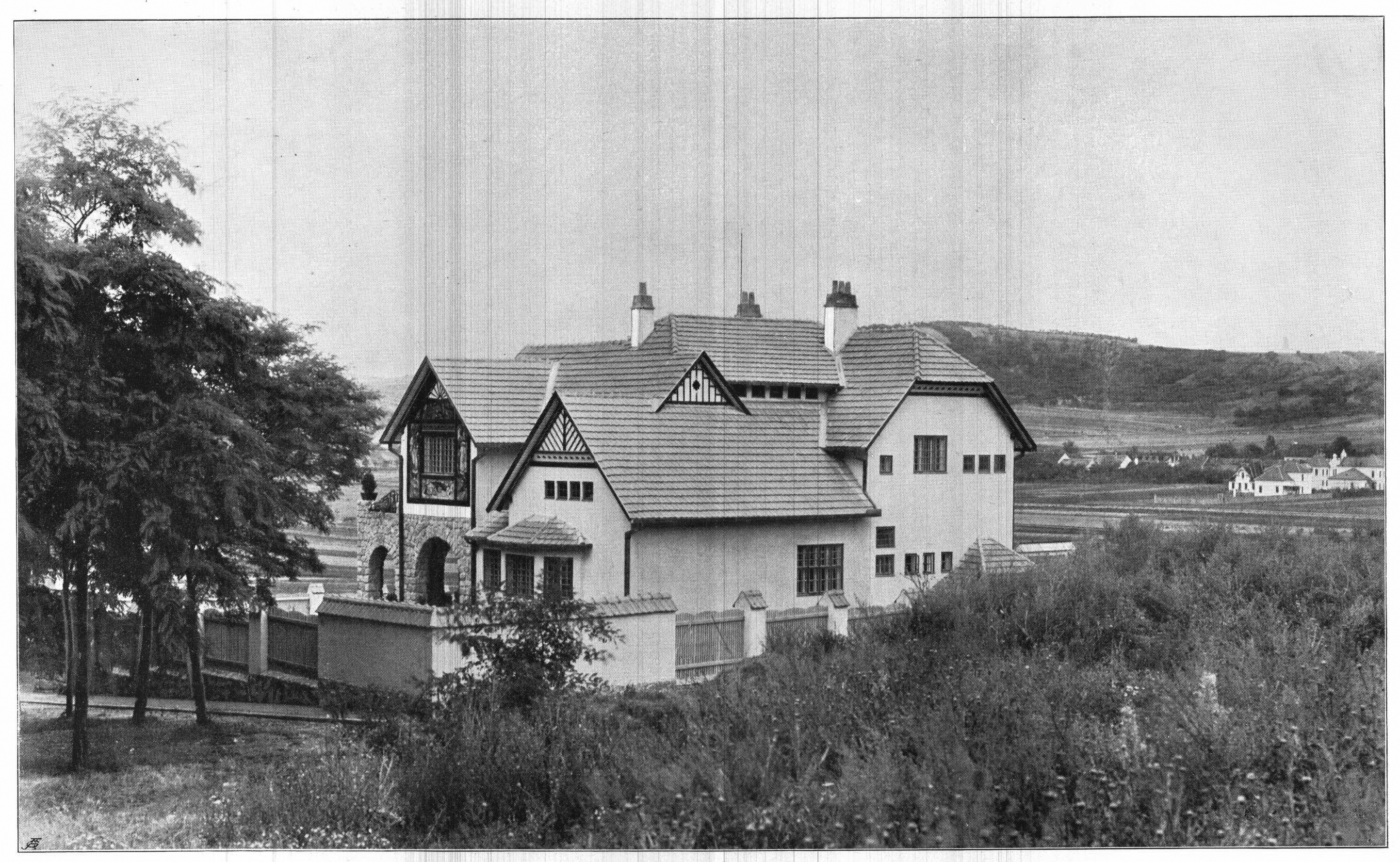
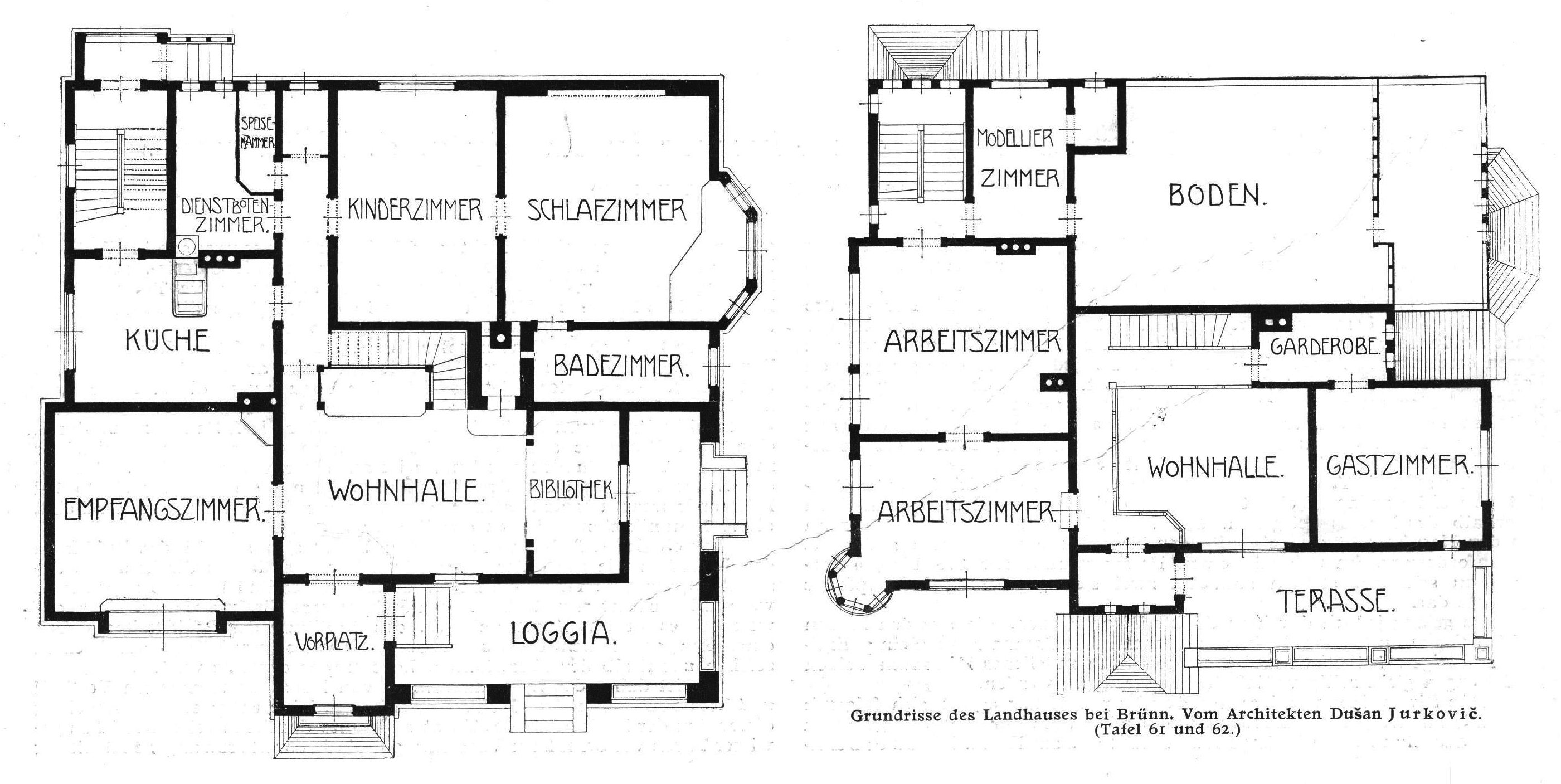
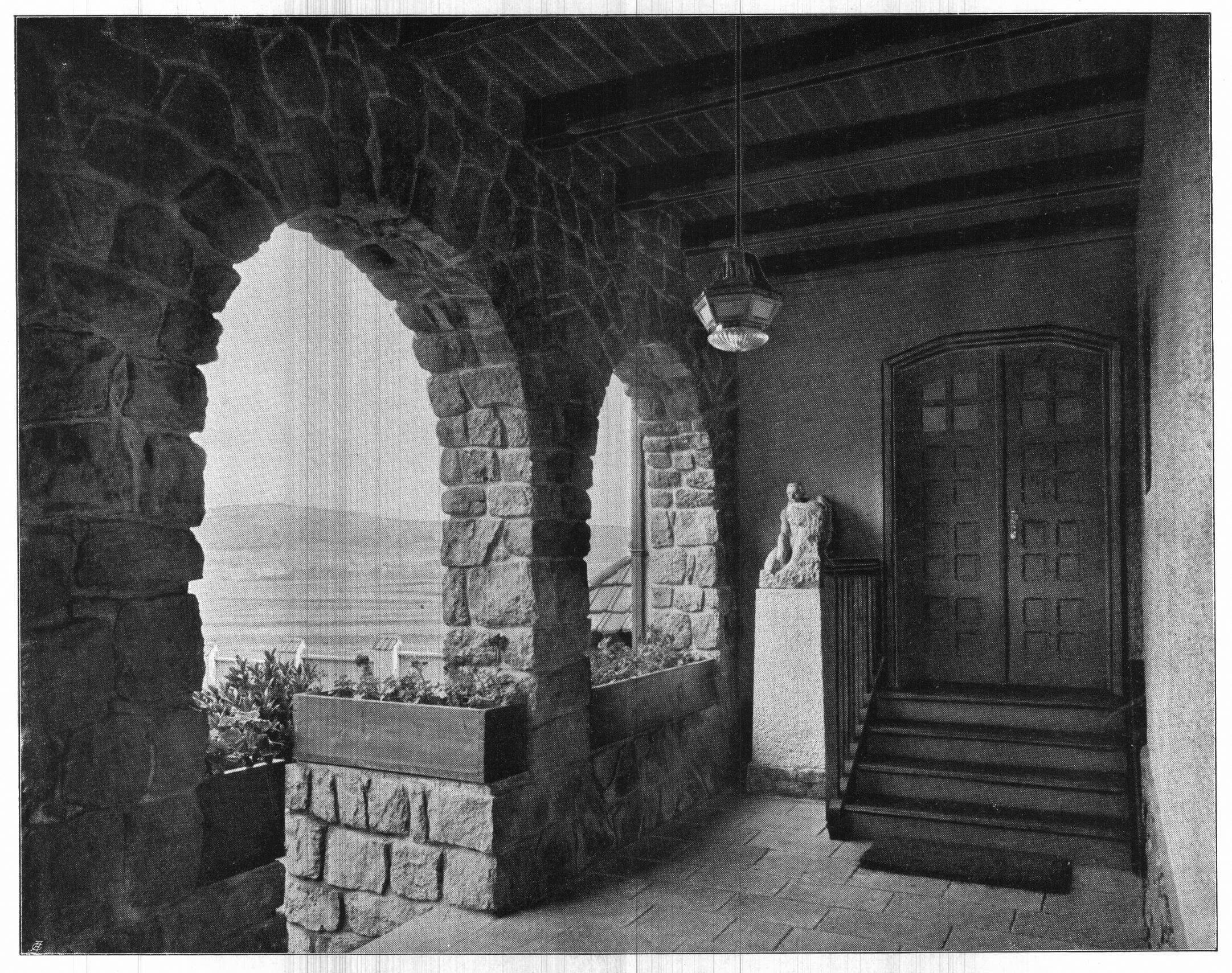
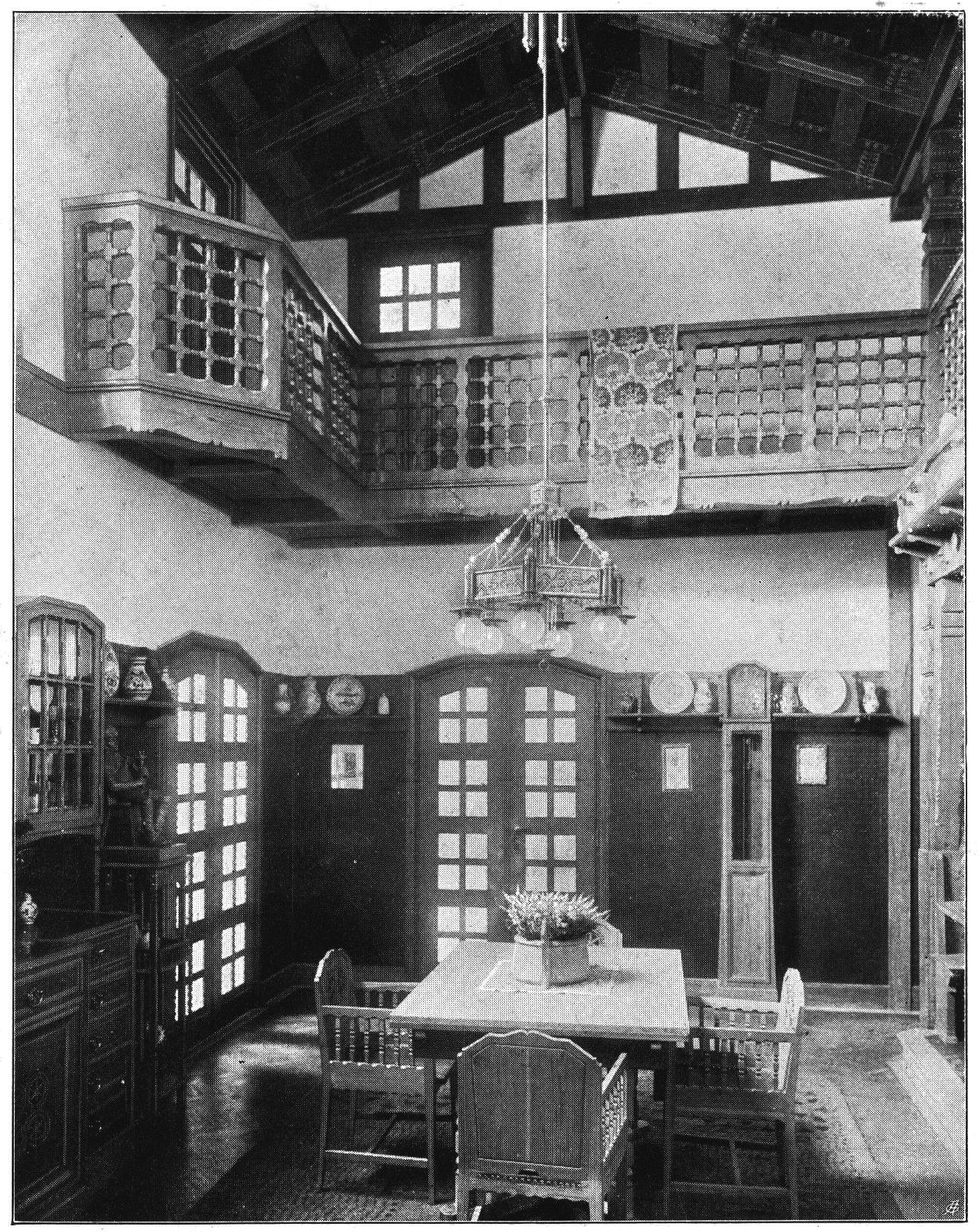
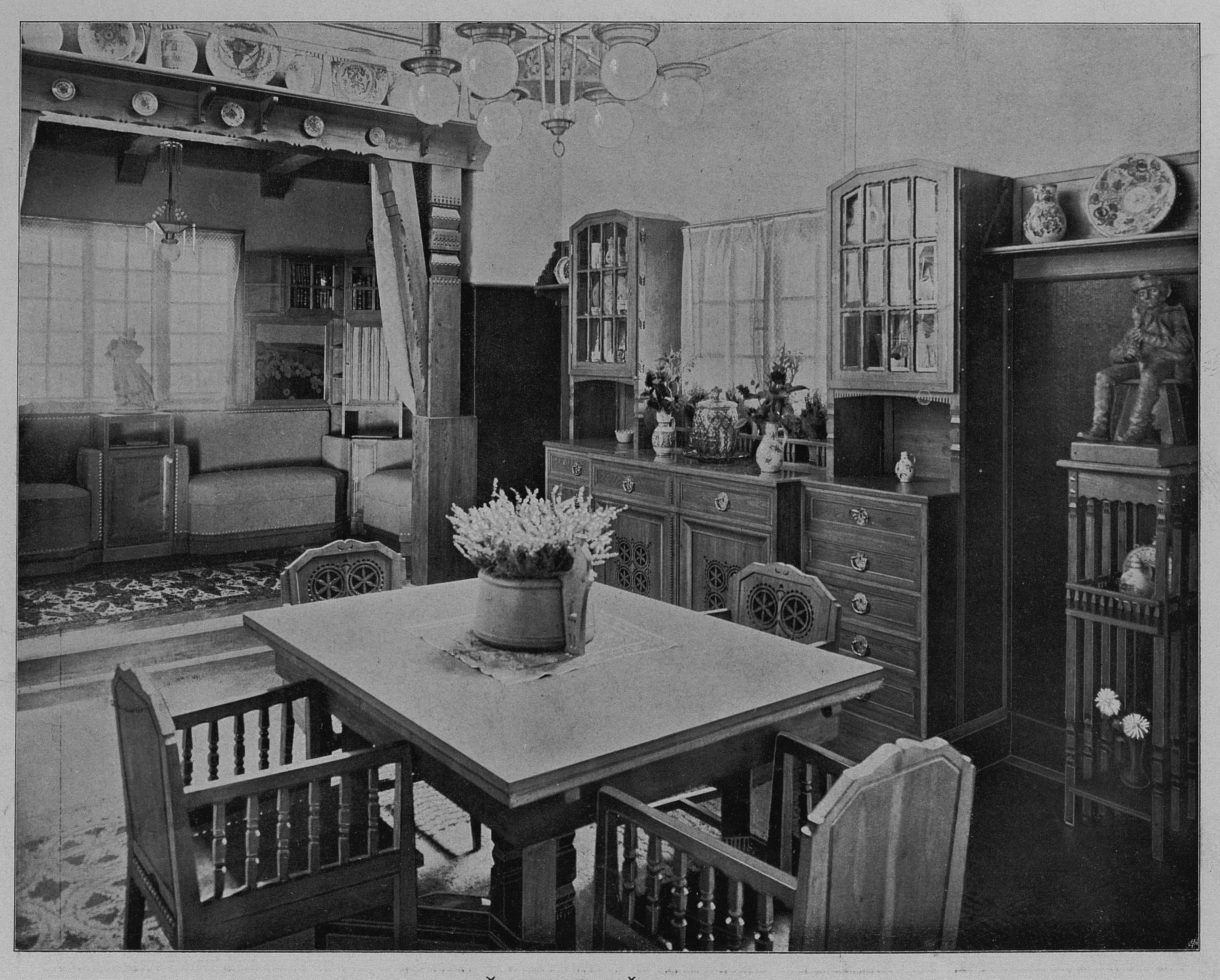
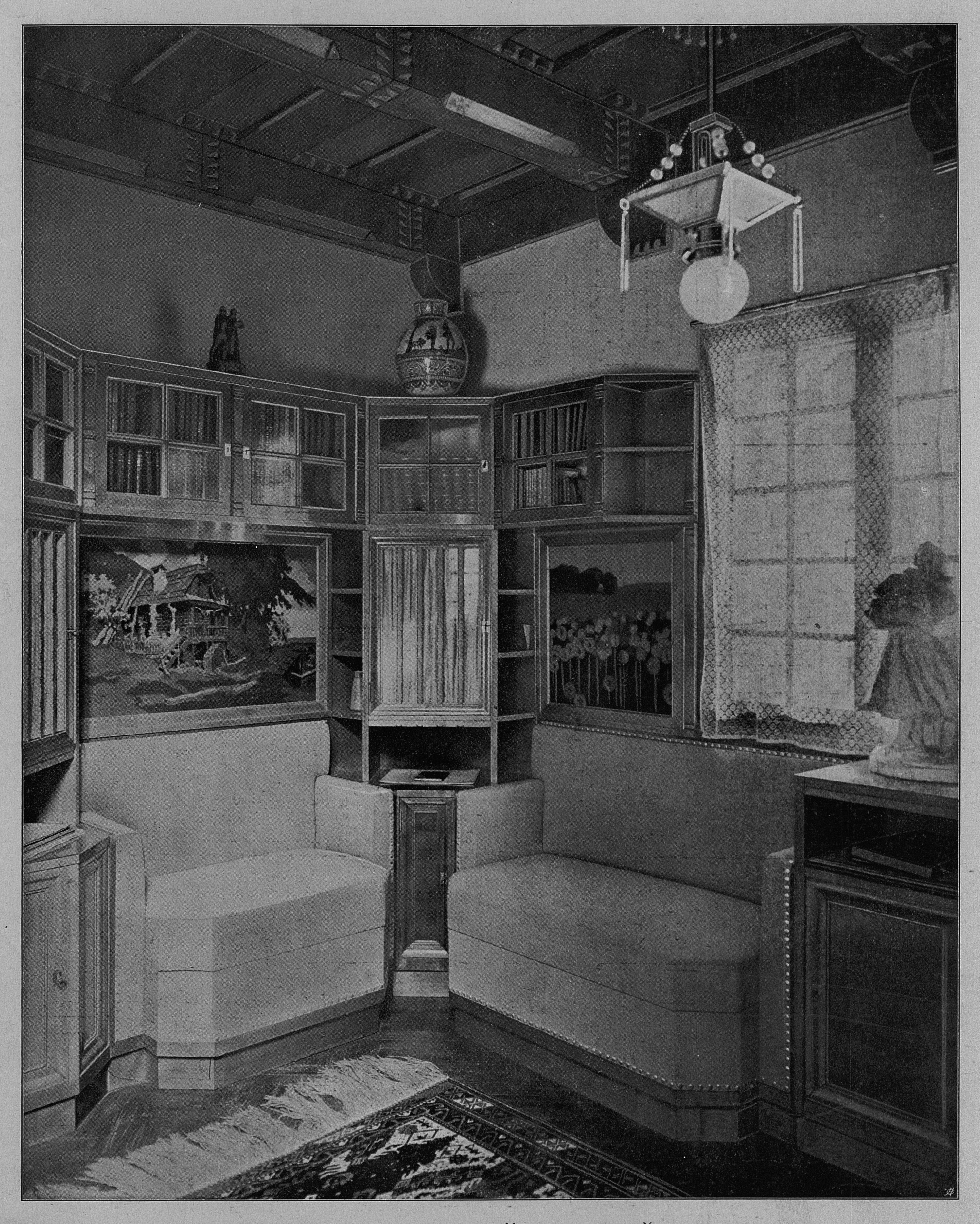

## Galerie

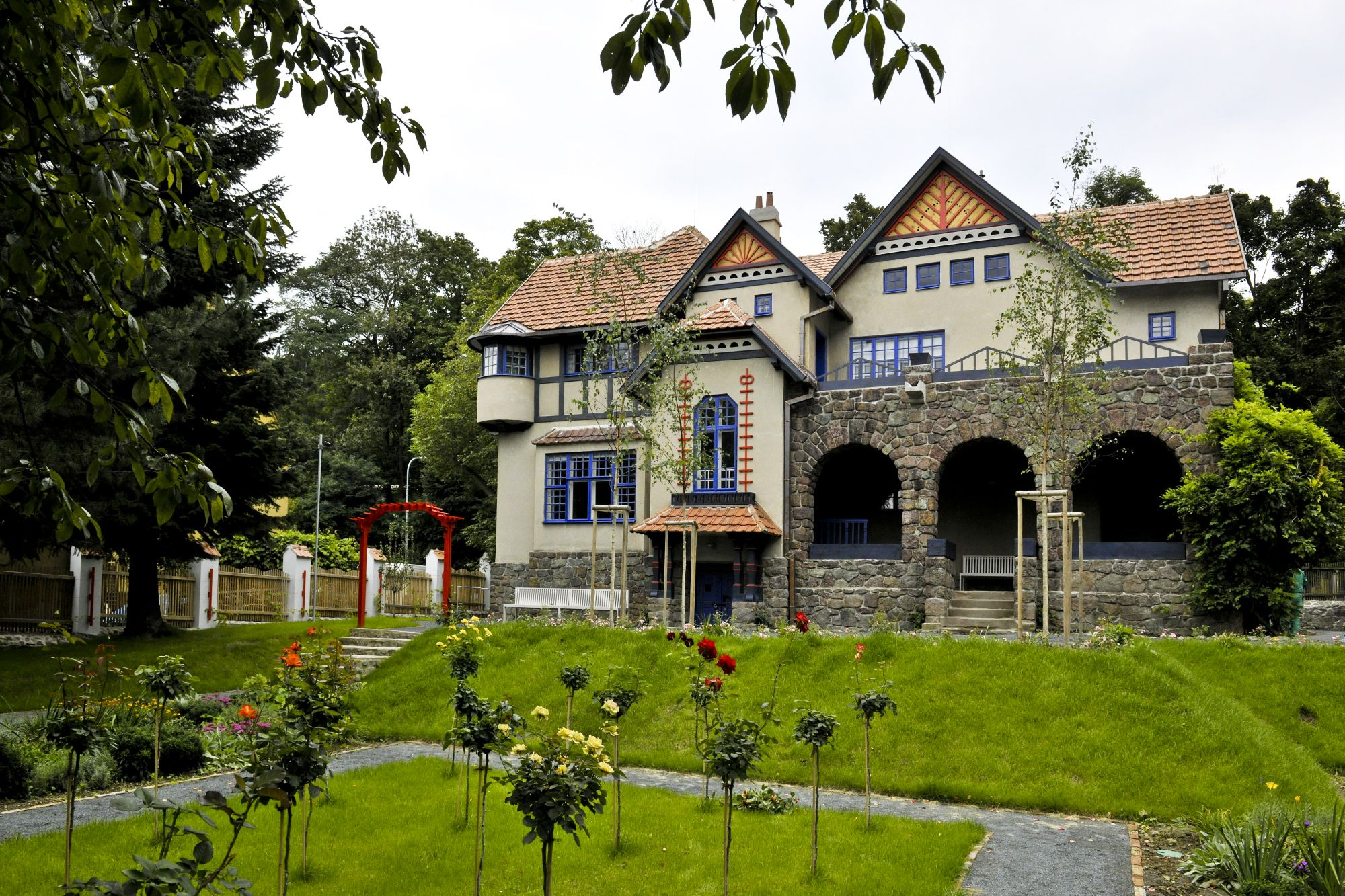
Pohled přes rozárium
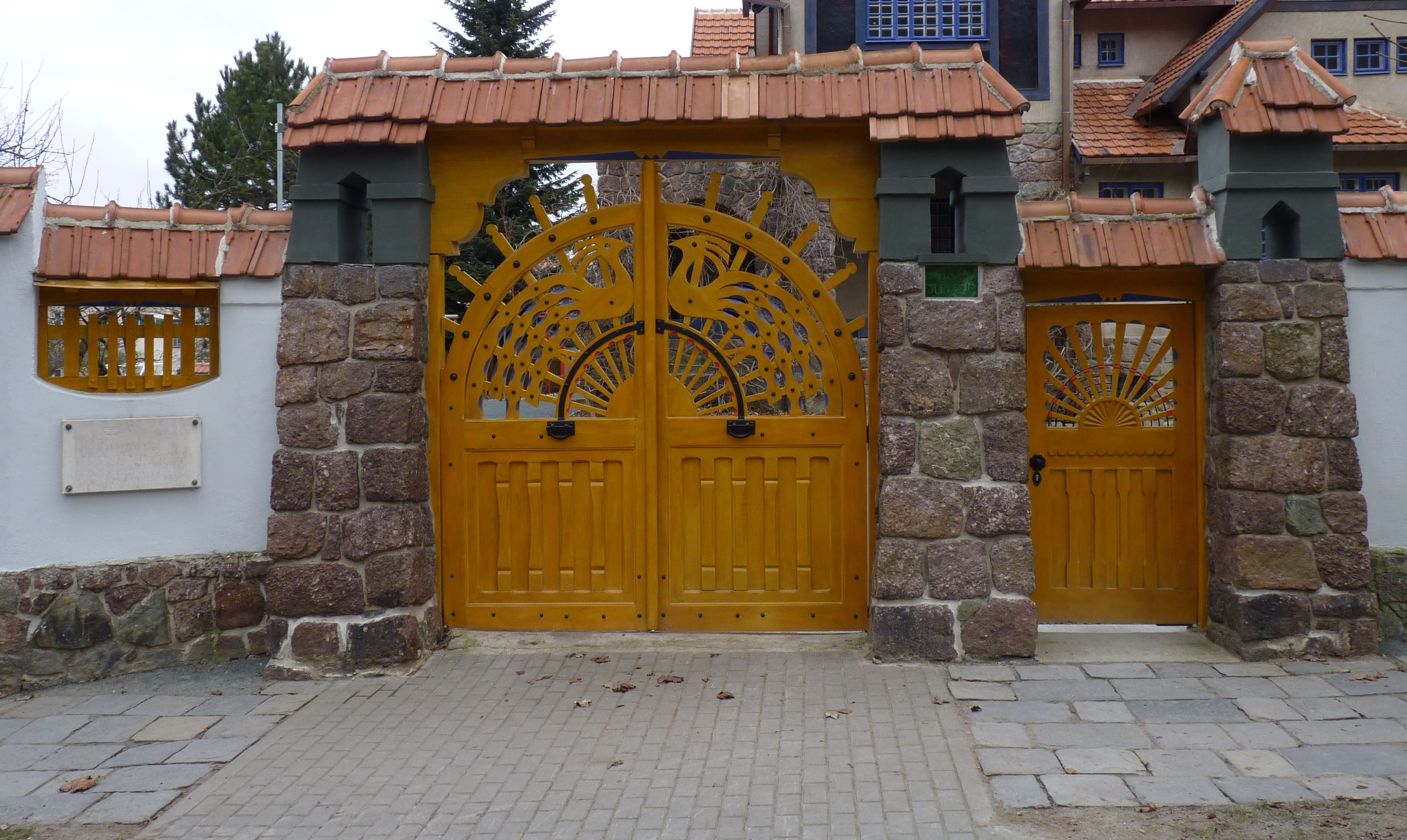
Vstupní brána a branka
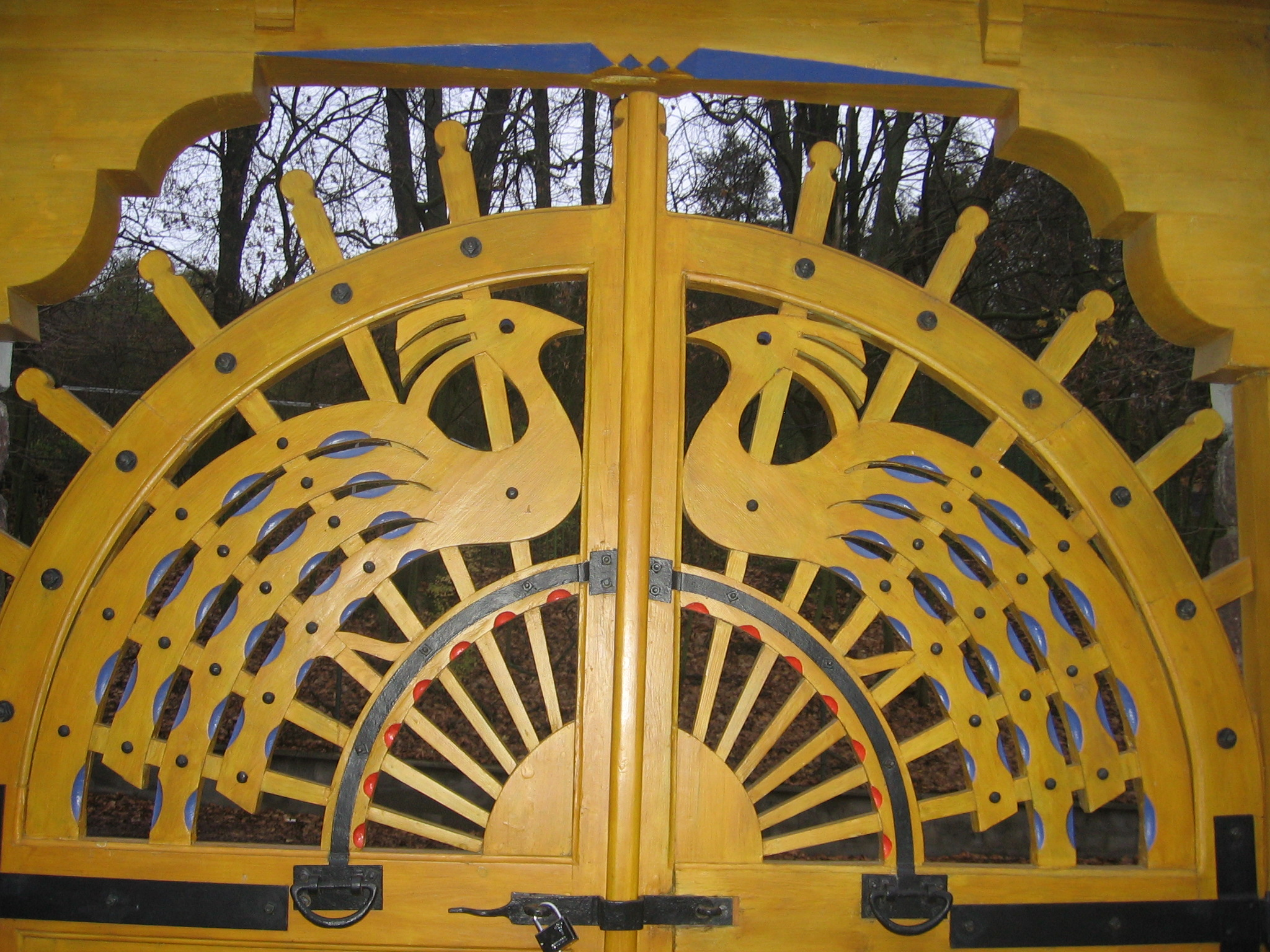
Detail vstupní brány